# Kvantová chromodynamika
Kvantová chromodynamika (QCD) je kalibrační teorie interakcí barevných kvarků, antikvarků a gluonů.
Kvantová chromodynamika jako teorie silných interakcí vznikla v polovině 70. let. Její platnost byla potvrzena značným množstvím experimentů. Dodnes se však její předpovědi omezují na příklady interakcí na velmi malé vzdálenosti, kde je aplikovatelná poruchová teorie.